# Starhemberg

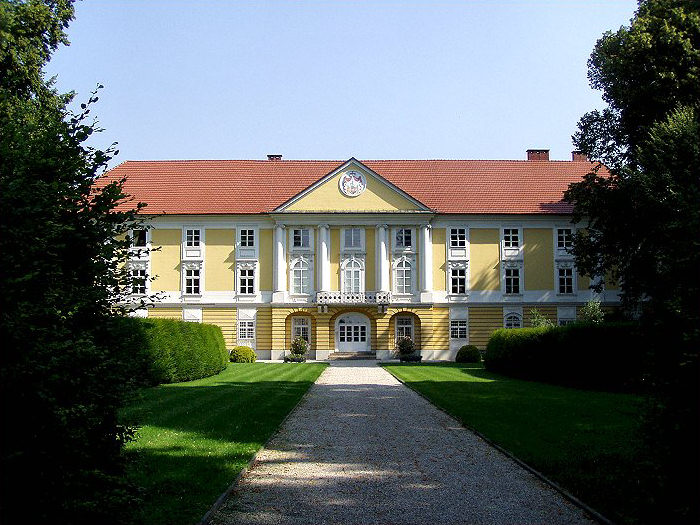
Slot Starhemberg te Eferding.

Starhemberg is een hoogadellijk Oostenrijks geslacht.
De familie ontleent zijn naam aan de burcht Storchenberg in Opper-Oostenrijk.
Ten gevolge van het huwelijk van Erasmus I in 1530 met Anna, gravin van Schaunburg kwamen de heerlijkheden Schaunburg en Eferding in het bezit van de familie, waarna het op 23 juli 1559 werd toegestaan de wapens van Schaunburg te voeren.
Op 3 maart 1643 werd de graaf verheven tot graaf van het Heilige Roomse Rijk. Op 9 november 1719 werd de graaf toegelaten tot het college van Frankische rijksgraven in de Rijksdag. Omdat de graven niet in het bezit waren van een graafschap dat rijksvrijheid bezat, hadden ze de status van personalist.
Op 13 november 1765 werd de graaf verheven tot Oostenrijks vorst, waarna op 18 november de verheffing tot rijksvorst volgde.

## Enkele telgen
Heinrich Wilhelm van Starhemberg (1593-1675)
Ernst Rüdiger von Starhemberg (1861-1927), 6e vorst van Starhemberg en Oostenrijks politicus
- Ernst Rüdiger von Starhemberg (1899-1956), 7e vorst van Starhemberg en Oostenrijks vicekanselier
  - Heinrich von Starhemberg (1934-1997), 8e vorst van Starhemberg en kunstenaar en acteur
    - Georg Adam von Starhemberg (1961), 9e vorst van Starhemberg